# モール・オブ・ソフィア
モール・オブ・ソフィアは、ブルガリアのソフィアにある複合商業施設。

## 概要
2006年6月9日に開業した。シネマコンプレックス等を備えており、市内有数の商業施設としてにぎわう。